# Wace
Robert Wace (kolem 1100 – po 1174) byl anglonormanský básník. Pocházel z ostrova Jersey a byl šlechtického původu. Vyrůstal v Normandii, vzdělání získal v Caen a pak v Paříži, část života prožil také v Anglii a svůj život zakončil jako kanovník v Bayeux.

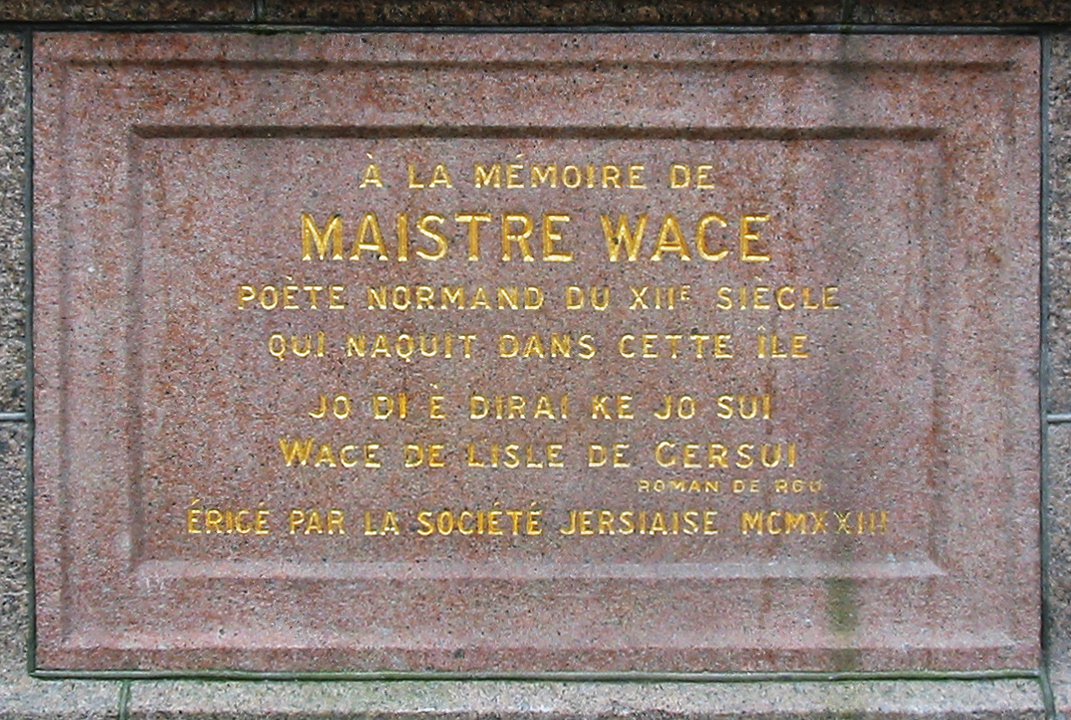
Waceho pamětní deska na jeho rodném ostrově Jersey

## Dílo
Prvními jeho básněmi byl život svatého Mikuláše a svaté Markéty.
Jeho hlavním dílem je však rytířský román Román o Brutovi (asi 1155, Lé Roman dé Brut), veršovaná parafráze latinského spisu Historia Regum Britanniae (Dějiny britských králů), který roku 1136 napsal kněz Geoffrey z Monmouthu. Je zde líčen jednak život Aeneova pravnuka Bruta, prvního mytického krále Británie dosvědčující trojský původ Britů, jednak jde o svod artušovských pověstí, které Wace obohatil o vyprávění o kruhovém stolu a jeho rytířích. Pochází od něho rovněž jméno Arušova meče Excalibur namísto jména Caliburn, které používal Geoffrey z Monmouthu. Skladba je pramenem Layamonovy veršované kroniky Dějiny Britů (Historia Brutonum) a čerpalo z ní mnoho dalších spisovatelů, např. Chrétien de Troyes.
Nedokončené zůstalo jeho druhé dílo Román o Rollovi (Roman de Rou), historie normanských vévodů, pojmenovaný podle Rolla, prvního z nich, obsahující také popis dobytí Anglie Vilémem Dobyvatelem a končící bitvou u Tinchebray roku 1106. Podobně jako Román o Brutovi se mělo jednat o národní epos Normanů.